# Mr. Magoo
Mr. Magoo ("Sr. Magoo"), é um personagem fictício de desenho animado criado no estúdio de animação da United Productions of America em 1949. Com voz de Jim Backus, Magoo é um aposentado rico e de baixa estatura que entra em uma série de situações cômicas como resultado de sua extrema miopia, agravada por sua teimosa recusa em admitir o problema. No entanto, através de estranhas faixas de sorte, a situação sempre parece se resolver para ele, deixando-o não pior do que antes.
Pessoas afetadas (ou animais) tendem a pensar que ele é um lunático, em vez de apenas ser míope. Em desenhos animados posteriores, ele também é um ator, e geralmente um competente, exceto por sua deficiência visual.
Os episódios de Magoo foram indicados ao Oscar de Melhor Curta-Metragem de Animação três vezes e receberam o prêmio duas vezes, por When Magoo Flew (1954) e Magoo's Puddle Jumper (1956).
Em 2002, a TV Guide classificou o Mr. Magoo como número 29 na lista "50 Maiores Personagens de Desenhos Animados de Todos os Tempos".
No Brasil, foi exibido na Rede Tupi nos anos 60 e 70. Mais tarde, foi exibido no SBT nos anos 80. Atualmente vai ao ar na Rede Brasil.
Em Portugal, ficou conhecido como "Mister Magoo e Companhia". Estreou na RTP nos anos 70, na rubrica "Cinema de Animação", na versão original. Em 2008, a RTP Memória passou alguns episódios do personagem através da série americana "Totally Tooned In" (1999), na versão original com legendas em português.

## História
A primeira aparição de Magoo foi no curta cinematográfico The Ragtime Bear (1949), com roteiro de Millard Kaufman. Sua criação foi um esforço colaborativo; Dizem que o diretor de animação John Hubley baseou parcialmente o personagem em seu tio Harry Woodruff, e W. C. Fields foi outra fonte de inspiração. Em uma lenda que circula entre medievalistas, o professor da Universidade de Harvard, Francis P. Magoun, também é considerado o modelo do personagem. No entanto, não há evidências de que o artista Hubley conhecesse o estudioso. A Columbia Pictures relutou em liberar o curta, mas o fez, apenas porque incluía um urso. No entanto, o público rapidamente percebeu que a verdadeira estrela era Magoo, um dos poucos personagens de desenhos animados "humanos" já produzidos em Hollywood na época. O curta se tornou um sucesso de bilheteria. Os criadores de desenhos animados geralmente tentam encontrar um nome que corresponda ao personagem. Pelo simples fato de que ele olhava o tempo todo, o melhor que eles conseguiam encontrar era Quincy para o primeiro nome.
O personagem Magoo foi originalmente concebido como um reacionário mal-humorado, semelhante a Joseph McCarthy, cujo murmúrio incluiria tantas reclamações misantrópicas ultrajantes quanto os animadores poderiam se dar bem. Kaufman estava na lista negra e Magoo era uma forma de protesto. Hubley era um ex-comunista que havia participado da greve dos animadores da Disney em 1941. Tanto ele quanto Kaufman haviam participado da frente da lista negra e talvez devido ao risco de ficar sob mais escrutínio com um personagem de sucesso, Hubley, que criara Magoo, entregou a série completamente ao diretor criativo Pete Burness. No entanto, foi o gerente de produção Sherm Glas quem projetou o próprio personagem.
Sob Burness, Magoo ganharia dois Óscars pelo estúdio When Magoo Flew (1955) e Magoo's Puddle Jumper (1956). Burness esfregou Magoo de sua maldade politizada e deixou apenas alguns comentários estranhos e pouco apáticos que o fizeram parecer senil ou um pouco louco. Magoo era frequentemente acompanhado em suas aventuras na tela com seu sobrinho Waldo, interpretado várias vezes por Jerry Hausner ou Daws Butler.
Nos programas de entrevistas, Backus costumava contar a história de como ele originalmente descobriu a voz de Magoo quando ele colocou um nariz de borracha falso que o beliscou levemente, dando-lhe o som nasal. Ele só foi capaz de executar a voz com a ajuda do nariz de borracha por algum tempo, mas acabou aprendendo como recriá-la sem sua ajuda. Ele costumava arrancar o nariz (ou um fac-símile, já que o original havia sido perdido alguns anos antes) e colocá-lo e entrar na voz familiar.
Em 1957, foi lançado o álbum Magoo in Hi-Fi. O lado A consistia em um diálogo entre Magoo e Waldo, enquanto Magoo tentava montar seu novo sistema de som. A música do álbum foi composta e conduzida por Dennis Farnon e sua orquestra. O lado A, "The Mother Magoo Suite", era uma série de peças musicais que incluíam dois solos de Marni Nixon.
Em 1959, Magoo estrelou 1001 Arabian Nights, dirigido por Jack Kinney, a primeira produção longa-metragem da UPA.
Em 1997, o filme de comédia live-action Mr. Magoo foi produzido pela Walt Disney Pictures em 25 de dezembro de 1997 e teve Leslie Nielsen como o personagem-título. O filme recebeu críticas negativas dos críticos.
Em 2010, um filme de comédia de ação direto para o vídeo, baseado no personagem, Kung Fu Magoo, foi lançado em DVD em 11 de maio de 2010. Apresenta as vozes de Jim Conroy, Chris Parnell, Dylan e Cole Sprouse e Alyson. Stoner. O filme é uma coprodução mexicano-americana, produzida pela Classic Media, Ánima Estudios e Santo Domingo Films.  O filme foi dirigido por Andrés Couturier. Sua aparição mais recente foi em O Poderoso Chefinho da DreamWorks Animation, onde aparece brevemente na capa de uma revista em quadrinhos.

## Televisão
Na década de 1960, a UPA voltou sua atenção para a televisão e começou a produzir a série Mister Magoo para o personagem. Como a UPA encerrou seu estúdio de animação em 1959, a animação para esses desenhos foi feita por Jack Kinney Productions e Larry Harmon Pictures. Os desenhos sofriam de designs variados de personagens e animações mais agitada, devido a cronogramas de produção apressados. O sobrinho de Magoo, Waldo (interpretado, como na maioria dos curtas cinematográficos, por Jerry Hausner) raramente era visto com seu tio, agora aparecendo em seus próprios episódios, introduzidos por uma breve conversa por telefone do ponto de vista de Magoo, que atuava como provocação. Os episódios do Waldo também apresentavam um trapaceiro de fala manhosa chamado Presley, e sempre terminavam com um retorno a Magoo dizendo: "Oh, esse Waldo e Presley. O que eles farão em seguida? Hee hee hee!"
O empregado doméstico de Magoo, Cholly (ou seja, "Charlie"), assumiu grande parte da folga de Waldo. Cholly era um estereótipo asiático, com enormes dentes de coelho e pronúncia inglesa comicamente quebrada. Apesar de sua aparência e voz estereotipadas, ele, no entanto, costuma interpretar diretamente as travessuras de Magoo, em vez de ser uma fonte de humor por conta própria. Ele é o "são" do par. Sua desenvoltura muitas vezes salva Magoo do perigo.
Ainda outros desenhos animados mostravam Tycoon Magoo, interpretado por Mel Blanc, e seu desajeitado assistente Worcestershire.
Durante a era televisiva da UPA, veio a  Mister Magoo's Christmas Carol, uma recontagem abreviada, mas amplamente fiel, de A Christmas Carol de Charles Dickens. Foi o primeiro especial de Natal animado feito para a televisão e o primeiro especial de TV animado de uma hora e é considerado um clássico de férias da década de 1960, ao lado de A Charlie Brown Christmas e How the Grinch Stole Christmas!. O especial inspirou uma série de TV animada intitulada The Famous Adventures of Mr. Magoo, que colocou Magoo como ator em outras histórias bem conhecidas. Depois de uma introdução no camarim de Magoo nos bastidores, Magoo foi retratado em papéis como O Conde de Monte Cristo, Merlin em uma releitura animada da história do Rei Arthur, Frei Tuck em Robin Hood e Puck em Sonho de uma Noite de Verão.
Em 1970, Magoo estrelou como Tio Sam no especial de TV Uncle Sam Magoo.
No final da década de 1970, Magoo apareceu em uma nova série de televisão da CBS na manhã de sábado chamada What's New, Magoo? Essa série foi feita sob licença pelo estúdio  DePatie–Freleng, pois a UPA havia interrompido a produção interna de desenhos animados.
Weinerville, da Nickelodeon, antologiza a maioria de seus curtas.
Em 1997, Magoo foi interpretado por Leslie Nielsen em um filme live-action de Mr. Magoo. No entanto não conseguiu encontrar sucesso crítico ou popular, e alguns grupos de apoio aos deficientes, incluindo a  National Federation of the Blind (Federação Nacional dos Cegos), protestaram em favor dos cegos e deficientes visuais. [11]
Um filme de animação mexicano-americano, Kung-Fu Magoo, foi lançado como um lançamento direto em DVD em 2010 e estreou na TV na Disney XD em 2011.
O Sr. Magoo ajudou a anunciar a linha de produtos da General Electric nas décadas de 1950 e 1960, às vezes sob o nome J. Quincy Magoo. Em 2005, o Sr. Magoo se tornou o porta-voz da loja de varejo óptico Sterling Optical. Magoo também foi destaque em uma série de comerciais da Stag Beer na década de 1960. Também na década de 1960, a empresa Polaner vendeu sua linha de conservas em frascos decorados com imagens de Magoo, que quando vazias podiam ser usadas como copos.
A ASI Entertainment usou desenhos animados do Mr. Magoo para "aquecer" o público ao testar pilotos de comédia na televisão.
O slogan do Sr. Magoo era "Oh Magoo, you've done it again!"
Magoo é aluno da Universidade Rutgers, turma de 1928. A razão por trás disso é que seus criadores queriam que ele fosse "um aluno da faculdade que ainda estava entusiasmado com o espírito da velha escola [e eles sentiram que] Rutgers era a personificação de o 'laço da velha escola' na América ". Ele definitivamente estava em uma fraternidade, pois costumava gritar: "Alfa, Beta, Gama, Rho-Rutgers, Rutgers, Go-Go-Go!"
Em 2018, a produtora francesa Xilam produziu uma nova série.

## Crítica
O Artigo do "Wall Street Journal" (1997) revelou um segredo, que dizia que o velho míope era uma crítica velada ao senador americano Joseph McCarthy. Vê inimigos que não existe, como Joseph Stalin, que via todos comunistas como tal, e os que existiam, não via.

## Personagens
- Sr. Quincy Magoo - protagonista do desenho;
- Charlie - empregado de Magoo;
- Waldo - sobrinho de Magoo;
- Presley - "cúmplice" de Waldo nos cartoons de 1960;
- Mamãe Magoo - mãe de Magoo;
- Vovó Magoo - avó de Magoo;
- Bowser - gato de Magoo;
- Wheeler e Dealer - Meninos criados por Magoo na série animada "The Mr. Magoo Show", de 1962;
- McBarker - cachorro de estimação de Magoo;
- Hamlet - hamster;
- Tycoon Magoo - o "tio milionário" de Mr. Magoo;
- Worcestershire - mordomo de Tycoon.

## Dublagem

### Dublagem original
- Sr. Quincy Magoo: Jim Backus
- Charlie: Benny Rubin
- Waldo: Jerry Hausner (anos 60), Casey Kasem (anos 70), Daws Butler (1957)
- Presley: Daws Butler
- Mamãe Magoo: Henny Backus (dublou em "Meet Mother Magoo", de 1956, substituído em seguida por June Foray
- Vovó Magoo: dublador desconhecido
- Bowser: sem dublador
- Wheeler e Dealer: dubladores desconhecidos
- McBarker: cachorro de estimação de Magoo;
- Hamlet: sem dublador
- Tycoon: Mel Blanc
- Worcestershire:Mel Blanc

### No Brasil
- Sr. Quincy Magoo: José Soares
- Charlie: Douglas Guedes
- Antônio Celso (narrador)